# Via Slavica
Via Slavica je starobylá síť obchodních cest, které jsou v současné době využívány jako poutní cesty.

## Průběh
Via Slavica vede z východní Evropy přes Brno a Vídeň do Akvileje a dále do Říma. 
Z Vídně vedou dvě trasy, které jsou součástí Via Slavica, první po Jantarové stezce a druhá po Via Sacra do Mariazellu a dále korutanská Mariazellerweg přes  Arnoldstein do Akvileje.